# Aleksandra Zaremba
Aleksandra Zaremba Kupiec (Varsovia, Polonia, 19 de febrero de 2001) es una futbolista polaca nacionalizada española. Juega de centrocampista y su equipo actual es el Granadilla Tenerife de la Primera División Femenina de España. Es internacional con la selección femenina sub-23 de España.

## Estadísticas
Actualizado al último partido disputado el 15 de noviembre de 2020.
| Tacuense · España                        |               |               |    |   |   |   |   |    |    |   |
| 1.ª                                      | 2016-17       | 26            | 0  | 0 | 0 | - | - | 26 | 0  |   |
| Total club                               | Total club    | 26            | 0  | 0 | 0 | 0 | 0 | 26 | 0  |   |
| Granadilla Tenerife · España             |               |               |    |   |   |   |   |    |    |   |
| 1.ª                                      | 2018-19       | 23            | 0  | 0 | 0 | - | - | 23 | 0  |   |
| 1.ª                                      | 2019-20       | 15            | 0  | 1 | 0 | - | - | 16 | 0  |   |
| 1.ª                                      | 2020-21       | 5             | 0  | 0 | 0 | - | - | 5  | 0  |   |
| Total club                               | Total club    | 43            | 0  | 1 | 0 | 0 | 0 | 44 | 0  |   |
| Total carrera                            | Total carrera | Total carrera | 69 | 0 | 1 | 0 | 0 | 0  | 70 | 0 |
| (1) Incluye datos de la Copa de la Reina |               |               |    |   |   |   |   |    |    |   |